# Aulacophora circumcincta
Aulacophora circumcincta es una especie de insecto coleóptero de la familia Chrysomelidae.

## Distribución geográfica
Habita en Célebes (Indonesia).